# George Hall (wicehrabia)
George Henry Hall, 1. wicehrabia Hall (ur. 31 grudnia 1881 w Penrhiwceiber w hrabstwie Glamorganshire, zm. 8 listopada 1965 w Leicesterze) – brytyjski polityk, członek Partii Pracy, minister w rządach Clementa Attleego.

## Życiorys
W wieku 12 lat rozpoczął pracę w kopalni w Penrikyber. Pracował tam do 1911 r., kiedy to otrzymał stanowisko checkwieghera. Na tym stanowisku pracował do 1922 r., kiedy to został wybrany do Izby Gmin jako reprezentant okręgu Aberdare. Okręg ten reprezentował do 1946 r.
Jego pierwszym stanowiskiem w administracji rządowej był urząd cywilnego lorda Admiralicji, który sprawował w latach 1929–1931. W latach 1940–1942 był parlamentarnym podsekretarzem stanu w Ministerstwie ds. Kolonii. Następnie był finansowym sekretarzem Admiralicji, a w latach 1943-1945 podsekretarzem stanu w Ministerstwie Spraw Zagranicznych. Od 1942 r. był członkiem Tajnej Rady. W 1945 r. został ministrem kolonii, a w latach 1946–1951 był pierwszym lordem Admiralicji.
Po odejściu ze stanowiska ministra ds. kolonii otrzymał tytuły 1. wicehrabiego Hall i lorda Hall, dzięki czemu zasiadł w Izbie Lordów. W latach 1947–1951 był wiceprzewodniczącym izby wyższej.
Zmarł w 1965 r. Tytuł parowski odziedziczył jego najstarszy syn, William George Leonard.